# Nehe
Nehe, tidigare stavat Noho, är en stad på häradsnivå som lyder under Qiqihars stad på prefekturnivå i Heilongjiang-provinsen i nordöstra Kina. Den ligger omkring 310 kilometer norr om provinshuvudstaden Harbin. 